# ثورة المدجنين (1264-1266)
ثورة المدجنين (بالإسبانية: revuelta mudéjar de 1264-1266)‏ ؛ هي الثورة التي قام بها المسلمون الذين آثروا البقاء في الأندلس ومرسية تحت حكم تاج قشتالة المسيحي.
كان التمرد ردًا على سياسة قشتالة بنقل السكان المسلمين من هذه المناطق وحرض عليه جزئيًا محمد الأول ملك غرناطة. تم مساعدة المتمردين من قبل إمارة غرناطة المستقلة، بينما كان القشتاليون متحالفين مع تاج أرغون.
في وقت مبكر من الانتفاضة، قتل المتمردين خمسة وأربعين أَلف مقاتل وأَسروا عشْرة آلَاف من جيش قشتالة، وتمكن المتمردون من الاستيلاء على 32 بلْدة منها مرسية وشريش، 
لكن القوات الملكية هزمتهم في النهاية. بعد ذلك، طردت قشتالة السكان المسلمين من الأراضي التي أعيد احتلالها وشجعت المسيحيين من أماكن أخرى على تسوية أراضيهم. أصبحت غرناطة تابعة لقشتالة ودفعت جزية سنوية.